# Skarżyn (gromada)
Skarżyn – dawna gromada, czyli najmniejsza jednostka podziału terytorialnego Polskiej Rzeczypospolitej Ludowej w latach 1954–1972.
Gromady, z gromadzkimi radami narodowymi (GRN) jako organami władzy najniższego stopnia na wsi, funkcjonowały od reformy reorganizującej administrację wiejską przeprowadzonej jesienią 1954 do momentu ich zniesienia z dniem 1 stycznia 1973, tym samym wypierając organizację gminną w latach 1954–1972.
Gromadę Skarżyn siedzibą GRN w Skarżynie utworzono – jako jedną z 8759 gromad na obszarze Polski – w powiecie tureckim w woj. poznańskim, na mocy uchwały nr 39/54 WRN w Poznaniu z dnia 5 października 1954. W skład jednostki weszły obszary dotychczasowych gromad Będziechów, Czachulec Stary, Czachulec Nowy, Marcjanów, Skarżyn (bez enklawy miejscowości Zacisze,położonej wśród gruntów dotychczasowej gromady Pyczek) i Skarżyn-Kolonia ze zniesionej gminy Kowale Pańskie w tymże powiecie. Dla gromady ustalono 15 członków gromadzkiej rady narodowej.
Gromadę zniesiono 1 stycznia 1960, a jej obszar włączono do gromad: Tokary (miejscowości Będziechów A i C, Będziechów Nr 1, Byk, Luby-Górka, Luby Górka Nr 1–11 i Stanisława), Malanów (miejscowości Czachulec Stary, Niedźwiady, Skarżyn-Kolonia, Skarżyn A i D, Skarżynek i Skarżynówka) i Kowale Pańskie (miejscowości Bielawki, Czachulec Nowy, Marcjanów, Marcjanów A i B i Skarżyn) w tymże powiecie.